# ジャストコーズ3
『ジャストコーズ3』（Just Cause 3）は、スウェーデンのアバランチスタジオで制作されスクウェア・エニックスから2016年に発売されたオープンワールド型のアクションアドベンチャーゲーム。日本では2016年1月21日に発売された。

## 概要
ジャストコーズシリーズの3作目。本作もオープンワールド形式が採用されている。ジャストコーズシリーズ初のPlayStation 4版、Xbox One版。
主人公のリコ・ロドリゲスが自分の故郷、地中海の（架空の）島国・メディチ共和国を独裁者ディラベロ将軍の支配から解放するために冒険を繰り広げる。
ゲーム中のオプションで日本語音声と英語音声の切り替えが可能。本作の日本語版は音声が日本語吹き替えになっているが、海外版からの仕様変更は無い。パッケージが日本語表記された「日本向け」のパッケージを購入すると日本語と英語が最初から入っており、日本語・英語どちらでも遊べる。

## ストーリー
地中海に浮かぶ宝石と言われる美しい島国・メディチ共和国。この国は危機に陥っていた。メディチでしか採掘できない希少物質「バベリウム」は磁石の性質に加え、爆薬や無限の燃料源になることから、ディラベロ将軍に目をつけられた。ディラベロは大統領を暗殺し、クーデターを起こし軍事政権を打ち立てた。ディラベロの野望はこれに留まらず、ここから世界征服を目論んでいる。この島に生まれ育ったマリオ・フリーゴはディラベロに抵抗するため反政府運動をしているが、小規模なため上手くいっていない。マリオは古くからの友人でCIAのエージェントのリコ・ロドリゲスをメディチ共和国に呼び寄せた。リコは政府軍の施設を破壊し、政府の求心力を低下させる作戦を立てる。
「オレが破壊し、あんたが立て直す」
リコとマリオは育ちの地であるメディチを独裁者から解放するために、政府軍と戦う。

## システム
- 様々な武器や軍用兵器を駆使して、メディチ共和国内に点在するディラベロに支配された軍事基地・拠点を奪還、および町や村を解放していくことがこのゲームの基本的な流れとなる。ディラベロの支配下の施設や町には燃料タンクなどの『カオスオブジェクト』が存在しており、支配から解放するためにはそれらのオブジェクトをすべて破壊しなければならない（後述の政府軍が所有する軍用乗用車もカオスオブジェクトとして扱われるが、ミッションなど一部を除き破壊は任意）。また並行して物語を進めていくミッションをこなすことも必要となるが、各施設を制圧して区画を奪還しないと解放されないミッションも存在する。
- ひとつの区画をディラベロの支配下から解放するたびに「チャレンジ」という名のミニゲームが発生し、チャレンジプレイで一定以上の成績を記録すると「ギア」が手に入る。ギアを一定以上入手すると「ギアMOD」でリコのパワーアップやアクションを増加させることが可能となる。チャレンジ及びギアMODの種類はいずれも8種類。
- ガレージや軍事拠点などで調達できる「ビーコン」を所持していれば、反乱軍に武器やビークル（乗り物）の投下を要請することが可能。投下できる民間車両は、街中にあるマリオが経営するガレージに自分で運び入れることで投下可能なものとすること（アンロック）が可能。一方、武器や軍用車両（装甲車や戦車、軍用ヘリを含む）のほうは自分でガレージに運びこんでもアンロックはできず、軍事施設を制圧していくことで少しずつアンロックされる。なお、特定の条件を満たさないとアンロックできない武器や車両が一部存在する。ちなみに乗り物はカタカナで「ビークル」と表記されている。
- リコのアクションが増加。前作同様のグラップリングフックやパラシュート（パラグライダー）に加え、本作では新たに「ウィングスーツ」が標準装備され（序盤のミッションで入手する必要がある）高速の飛行（滑空）が可能となった。またリコのグラップリングフックと独立した「グラップリングワイヤー」を2つの物体の間に張って遠隔操作でワイヤーを縮めることが可能になり、「カオスプロジェクト」を破壊したり捕縛した対象を牽引したりさまざまな物体を思い通りに移動させることなどが可能になっており、より戦略の幅が広くなっている。

### チャレンジ
各種ギアを獲得できる。1ヶ所のチャレンジで獲得できるギアは最大5個で、獲得数はクリア時のスコアによって決まる。同じチャレンジに再挑戦した場合でも既得数以下のギアは再獲得できない。
ディストラクション
制圧済み軍事基地1ヶ所のカオスオブジェクトが全て復活。破壊活動を行い、制限時間内に巻き起こしたカオスのスコアを競う。制限時間はカオスオブジェクトを1つでも破壊することでカウント開始となるため、予め爆薬を設置するといった準備も可能。
全25ヶ所125ギア。手榴弾を強化する各種グレネードMODをアンロック可能。
クラッシュボム
ビークルに乗り込んで爆発性カオスオブジェクトが密集した地点に一度だけ激突させ、巻き起こしたカオスのスコアを競う。激突の直前に飛び降りて脱出しないと、爆発に巻き込まれてしまう。
全12ヶ所60ギア。GE-64設置型爆薬を強化する各種爆薬MODをアンロック可能。
シューティングレンジ
射的。所定の武器を使い、次々と現れる的を撃ち抜く。
全5ヶ所25ギア。各種武器MODをアンロック可能。本作でズームインによる精密射撃を行うには、武器MODのアンロックが必須となっている。
スクラップスクランブル
任意で磁力の起動・停止が可能なバベリウムアトラクターと呼ばれる装置をワイヤーで車両に連結し、採石場に散乱したバベリウム鉱石を回収していく。
全4ヶ所20ギア。ワイヤーの本数や強度が増加する各種ロープMODをアンロック可能。
ウィングスーツ
スカイダイビング。上空のヘリから飛び降り、ウィングスーツ、ワイヤー巻き取りによる加速などを利用して空中にある多数のリングをくぐっていく。着地またはパラシュートを開くとその時点で終了となる。
全27ヶ所135ギア。ワイヤーやウィングスーツに関連するアクションを強化する各種リールMODをアンロック可能。
ロードレース
陸上ビークルによるタイムアタック。道中ではチェックポイントとなるリングをくぐり抜ける必要がある。
全18ヶ所90ギア。投下要請した陸上ビークルの性能が向上したり、投下要請に必要なビーコンの所持数が増加する各種車両MODをアンロック可能。
エアレース
航空ビークルによるタイムアタック。道中ではチェックポイントとなるリングをくぐり抜ける必要がある。
全12ヶ所60ギア。投下要請した航空ビークルの性能が向上したり、ファストトラベルに必要なフレアの所持数が増加する各種航空機MODをアンロック可能。
シーレース
水上ビークルによるタイムアタック。道中ではチェックポイントとなるリングをくぐり抜ける必要がある。
全9ヶ所45ギア。投下要請した水上ビークルの性能が向上する各種船舶MODをアンロック可能。

### エンカウンター
フィールドを移動していると、エンカウンターと呼ばれるサブイベントが突発的に発生することがある。
ガス欠の車をガソリンスタンドまで運び込む、荷物を所定の場所まで運ぶといった一般市民や反乱軍から依頼される簡単なものから、反乱軍捕虜を救出する、政府要人を暗殺するといった戦闘を伴うものまで、様々な種類がある。
クリアするとカオスポイントを獲得できるが、クリアに失敗したり、エンカウンターを無視してプレイを続行した場合でもペナルティはない。
依頼人が神父であるエンカウンターをクリアすると、各地の教会に神父が1人ずつ復帰。HEAT状態下で神父のいる教会へ逃げ込むと、HEAT解除までリコを匿ってくれる。

### HEAT
シリーズ過去作と同様、リコが軍事基地や町で破壊活動を行うとカオスポイントを獲得できると同時にHEATと呼ばれる戦闘状態が発生し、鎮圧のために即座に政府軍が駆けつけてくる。
HEAT状態の間にさらに破壊活動を続けると最大5つの★で表されるHEATレベルが上昇。HEATレベルが上昇するほど政府軍の追撃が激しくなり、やがては戦車や戦闘ヘリ、戦闘艦までもが投入される。
HEAT状態下で逃走または潜伏して政府軍に姿を目撃されずにいれば徐々にHEATレベルが低下。そのまま一定時間を耐え抜けばHEAT状態は解除となり、政府軍は撤収する。HEATレベルが高いほど、解除までに要する時間は長くなる。
なお、軍事基地や町の警察署の敷地内は「戦闘区域」と呼ばれるエリアとなっており、破壊活動を行わなくても侵入を目撃されただけでHEATが発生するほか、この区域では潜伏してもHEATレベルが低下しない。一方、戦闘区域以外で政府軍に目撃されると「当局が監視中」と呼ばれる状態となり、直接的な破壊活動・敵対行動を行わない限りHEATは発生しない。戦闘区域以外で政府軍に目撃されてもいない場合は破壊活動を行ってもHEATは発生しない。

## 登場人物
リコ・ロドリゲス (Rico Rodriguez)
日本語版CV:白熊寛嗣
シリーズの主人公であるCIAエージェント。メキシコで生まれ母の故郷であるメディチ共和国で生まれ育った。破壊と国家転覆のスペシャリスト。メディチでは「アクィラ」（ワシという意味）の名でも呼ばれる。
グラップリングフック、パラシュート、ウィングスーツを使いこなし、陸・海・空を自在に動き回る。今作では髭を生やしている。
マリオ・フリーゴ (Mario Frigo)
日本語版CV:後藤ヒロキ
リコの古くからの友人。メディチ共和国が独裁国家となったことで、ディラベロに対する抵抗運動を行っており、リコをこの国に召喚する。街ではガレージも経営している。
ディマ・アリ・ウマール・アル・マスリ (Dimah Ali Umar al-Masri)
リコやシェルドンと古くからの知り合いの科学者。グラップリングフックの開発者でもある。ディラベロの下でバベリウムの研究に協力したことを後悔している。自ら培ってきたバベリウムの研究知識に危機感を抱き、終盤ではリコも予想していなかったある行動を引き起こす。
アレシア (Alessia)
反乱軍のラジオの司会者。リコが街を解放させると、そのことをラジオで報道する。マリオのガレージの応対も務めている。
トム・シェルドン (Tom Sheldon)
日本語版CV:石丸博也
リコの上官のエージェントでシリーズに必ず登場する。テンガロンハットをかぶっている。実はゲーム中盤までディラベロと内通しており、彼に情報を流していた。
自分の利益の為なら平気で他人を裏切る。本人曰く自分が信用しているのは自分自身とアメリカとリコの3つだけらしい。(ただし前作でエージェンシー(米国)を、今作でもリコを裏切っている)
セバスティアノ・ディラベロ (Sebastiano Di Ravello)
日本語版CV:秋元羊介
メディチ共和国の前大統領を暗殺し、クーデターで成り上がった独裁者。もともとは二等兵から軍隊に入隊し最終的に将軍まで上り詰めた。ムアンマル・アル＝カッザーフィーをモデルにしたと思われる、勲章を沢山付けた白い軍服に身を包んでいる。
ダンテ (Dante)
メディチ共和国の前大統領。ディラベロに暗殺された。
ローザ・マヌエラ (Rosa Manuela)
メディチ共和国の大統領候補の一人だった女性。ディラベロにより国外追放されたが反乱軍の高官としてメディチに戻ってきた。
ディラベロとは異なり、バベリウムを軍用ではなくメディチ復興用の材料として運用を検討していたが、バベリウムの危険性を理解しているリコの説得により取りやめている。
ジーノ・アンチヒカラ (Zeno Antithikara)
ディラベロのバベリウム調査団メンバーの老人。本人はアメリカへの亡命を望んでいたが、ディマに半ば騙される形で反乱軍に協力することになる。
アニカ・スヴェンソン (Annika Svensson)
反乱軍に雇われている傭兵の一人。気の強い女性。
テオ (Teo)
反乱軍に雇われている傭兵の黒人男性。屈強そうな見た目とは裏腹にハッキングなどを得意としていたり、科学技術に詳しいなどのマニアックな面がうかがえる。

## 登場組織

### 情報機関
エージェンシー (The Agency)
リコやシェルドンが勤務している組織。作中には名前は出てこないがCIAがモデル。

### 反政府組織
反乱軍 (The Rebellion)
マリオが指揮しているレジスタンス。独裁を敷くディラベロ政権に抵抗し戦っている。チーム・カラーは青。尚、彼らは敵の基地のフェンスを登れない。また人数や所有兵器数もあまりにも乏しく、大量のメディチ政府軍の前では到底歯が立たない。しかしリコ（プレイヤー）の行動次第で彼らは勢力を盛り返していく。
また、リコが町や基地、警察署などの施設を開放すると反乱軍がその治安維持や管理を担当してくれる。
最終的にメディチ全エリアの治安維持をする。

### 政府組織
政府軍 (Medici Military)
メディチ共和国の政府軍。小国の軍隊ながら西側諸国の最新鋭兵器などを装備しており、途切れることのない兵力を送り込んでくる。
一般兵は赤いベレー帽を被っており、基地司令官は戦闘服と同じ迷彩柄の戦闘帽を被っている。
尚、ディラベロの直属の特殊部隊を幾つか保有しており、おもに空挺部隊、奇襲部隊そして夜間攻撃部隊などが存在する。
D.R.M (Di Ravello Militia)
ディラベロ将軍の支配下にある民兵組織。街の警察署を占拠しており、戦闘の際には政府軍と共にリコに対して兵士を送り込んでくる。
警察の後釜として組織されたと思われ、政府が治安維持の名目で各地に配置しているが、実態は略奪や暴行、拷問などの悪事を組織的に働いている。
そのため政府軍よりもD.R.Mを憎む人も存在するようである。
ブラックハンド (Black Hand)
過去作品全てに登場する民間軍事会社。今回はディラベロに雇われており、軍事基地の警備及び新兵器の開発・供給を行なっている。
隊員は共通して全身を強固なボディアーマーで覆っており、拳銃などではなかなか倒れない。中にはガトリング砲を携行する兵士もいる。
将軍様のニュースネットワーク(General's News Network)
メディチ共和国唯一の合法的メディア。軍事基地に関する情報を報道している。アナウンサーは内心では現政権の事を快く思っておらず、「横からアサルトライフルを突きつけられてるから、嫌いだなんて言えない」「くたばれ！メディチ！」等と、しれっと毒を吐く事もある。その言葉からアナウンサーは政府軍の兵士によって常時監視されておりその発言も検閲されていることがほのめかされる。

## 舞台

### メディチ共和国 (Republic of Medici)
地中海に位置する架空の国家。メノルカ島とサルデーニャ島の間、北緯40度36分から北緯40度53分、東経5度24分から東経5度47分にかけての海域に浮かぶ島国。海域を含めた総面積は約1,000km2。
リコの母親の故郷。現在はディラベロ将軍による軍事独裁が敷かれており、言論統制や強制労働などが行われている。モデルはシチリア島。
国内の地域区分は、国内を諸島ごとに3つに分けた「リージョン」(region)、リージョンの下位区分である「地区」(province)、地区の下位区分である「区画」(location)に分類される。
国内には35の都市と69の基地、反乱軍の避難所3ヶ所、教会13ヶ所が所在している。
都市は「町」と「村」に区分されている。後者には「ヴィコ」という接頭辞が付いており、規模が小さい。
基地は規模により「軍事基地」と「拠点」に大別される。後者には「グアルディア」という接頭辞が付され、規模が小さい。「プラテフォーマ」という接頭辞の付く拠点は海上採掘基地である。

### フォンテ諸島 (Insula Fonte)
メディチ共和国を構成しているリージョンの一つ。メディチ国内の南東部に位置し、大きな本島といくつかの小島から成る。海岸沿いには橋やトンネルが多く、内陸平野部には畑が広がっている。
バイア、ラコス、ラバンダ、プラジア、フェノ、北シロッコ、南シロッコ、ソロス、アスペラの9地区に区分されている。メディチで最も町の数の多いリージョンである。
バイア (Baia)
今作でリコが最初に降り立つ地区。古くはメディチの首都だった町マネア、大型発電基地ヴィス・エレクトラ、小規模な軍事拠点グアルディア・アルファがある。
バイアとは、イタリア語で「入り江」を意味する。
ラコス (Lacos)
バイアの西隣、フォンテ諸島本島の南部に位置する。フォルタレッサ、アルバ、コレ・サルロサの3町と、チマ・レオン：サイロ、グアルディア・ラコスI/IIの3基地がある。
ラバンダ (Lavanda)
フォンテ諸島本島の西部に位置し、ドラコン諸島へ渡る足掛かりとなるポイント・ラウリーノという岬がある。ラントゥイナとロンデラの2町と、港湾基地ポルト・ル・グラシアなど2基地がある。
ラバンダとは、イタリア語とスペイン語で「ラベンダー」を意味する。
プラジア (Plagia)
フォンテ諸島本島の北東部に位置。スルピコ1町に加え、向かいのストリアーテ島からも見えるほど巨大なレーダー基地ヴィジレーター・ノードなど3基地がある。
フェノ (Feno)
フォンテ諸島本島の北西部に位置。バビカとアルベト・ペロの2町に、チマ・レオン：通信基地、グアルディア・フェノI/IIの3基地がある。
北シロッコ (Sirocco Nord)
本島の南に浮かぶ島の北部とその北西に浮かぶ島から成る地区。コスタ・デル・ポルトとコスタ・ディラベロの2町に、地中海最大の軍港ポルト・ベナなど4基地がある。
シロッコとは、イタリア語で「南東風」を意味する。
南シロッコ (Sirocco Sud)
本島の南に浮かぶ島の南部とその南東に浮かぶ島の2町3基地から成る地区。南東の島には、政治犯を収容する監獄レ・ガレラがある。
ソロス (Soros)
南シロッコよりさらに南に浮かぶ辺鄙な島。小さな漁村から発展した反乱軍の避難所カヴァ・デ・レベレスがある。
アスペラ (Aspera)
フォンテ諸島本島中央に位置する地区で、山頂の古代要塞跡地に建つフォンテ諸島の中央司令部チマ・レオン：通信塔のみで構成される。
空爆によって堅く守られており、事前の破壊工作によりそれを無力化しない限り攻略は困難。
アスペラとは、ラテン語で「困難な」を意味する。チマ・レオンとは、スペイン語とポルトガル語で「頂上の獅子」を意味する。

### ドラコン諸島 (Insula Dracon)
メディチ共和国を構成しているリージョンの一つ。メディチ国内の南西部に位置。自然の洞窟が多く形成されており、軍事基地のカモフラージュにも利用されている。ワインやオリーブオイルの産地。
マッソス、ペトラ、東キャピテ、西キャピテ、トリオ、カウダ、コルダ・ドラコンの7地区に区分されている。「村」はこのリージョンにのみ存在する。
マッソス (Massos)
ドラコン諸島東部に位置する、古くからドラコン諸島の玄関口となってきた地域。ソリアナとチンタの2町に、グアルディア・マッソスI/II/III/IV/Vの5基地がある。
ペトラ (Petra)
ドラコン諸島南西部に位置。オリーボ・モロなど2町村とパンクタ・サッドなど3基地がある。
東キャピテ (Capite Est)
ドラコン諸島北東部に位置。ヴィニアレッタなど3町村とエスピア・アルタなど2基地がある。
西キャピテ (Capite West)
ドラコン諸島北西部に位置。町はアルコ・スペランツィアのみ。軍事基地はポルト・カヴォなど4ヶ所ある。
トリオ (Trio)
ドラコン諸島西部に位置。ポネレなど4町村とポルト・ダルセナなど3基地がある。
カウダ (Cauda)
ドラコン諸島南西部、トリオの南にある島。反乱軍の避難所グロッタ・コントラバンデロがある。
カウダとは、ポルトガル語で「尻尾」を意味する。グロッタ・コントラバンデロとは、イタリア語で「密輸業者の洞穴」を意味する。
コルダ・ドラコン (Corda Dracon)
ドラコン諸島の中央、マッソスとトリオの間に位置。コルダ・ドラコン：中央司令部のみで構成される地区。
EMP砲によって守られているため、事前の破壊工作によりそれを無力化しない限り攻略は困難。
コルダ・ドラコンとは「竜の心臓」を意味する。

### ストリアーテ島 (Insula Striate)
国土の大半を占める、メディチ共和国最大のリージョン。
リベッチョ、レニョ、プリマ、コスタ・サッド、ロカ・ブラウ、マエストラーレ、プロスペレ、バル・デ・マー、モンタナ、グランデ・パストラ、リトレ・トート、ウンブラ、ファルコの13地区に区分されている。
民間人の居住地域はリベッチョ、レニョ、プリマの3地区とコスタ・サッドの南部のみ。それより北側は政府軍が占拠する軍事領域となっており、南側とは長大な城壁で隔てられている。
軍事領域内には鉄道網が整備され、自動運転の貨物列車が運行している。
かつては北側にもいくつもの街があったが、ディラベロ将軍によって全て焼き払われて破壊され住民は追い出された。現在は廃墟と化した街の跡が残るのみとなっている。
シタテ・ディラベロ (Citate Di Ravello)
国土のほぼ中央に位置するメディチ共和国の首都。メディチ最大の都市でありディラベロ将軍の故郷。町外れにはディラベロ将軍の宮殿がある。
かつては海辺の小村に過ぎなかったが、ディラベロ将軍が権力の象徴に近代都市へと造り変えた。シタテ・ディラベロ市域のみでレニョ地区を構成する。
シタテ・ディラベロとは「ディラベロの街」、レニョとは「王国」を意味する。
リベッチョ (Libeccio)
ストリアーテ島南西部に位置。ドラコン諸島東キャピテ地区と連絡する大きな橋が架かっている。ナクレ、ビスタ・ドラコン、チラタ、バルゴレットの4町と、グアルディア・リベッチョI/IIの2基地がある。
リベッチョとは、イタリア語で「南西風」を意味する。
プリマ (Prima)
レニョの東隣、ストリアーテ島南部に位置する地区。アグロ・ノーブ、アグロ、ビスタ・フォンテ、ベレビアの4つの中都市が立ち並び、郊外には畑が広がる。
名高い観光地だが、ディラベロ将軍が建設した軍事基地によって景観が損なわれ評判はやや落ちている。
プリマとは、イタリア語で「最初」を意味する。
コスタ・サッド (Costa Sud)
ストリアーテ島南東部に位置。南部にはペルラ・エストという町があるが、北部は政府軍によって占拠されており、冷戦期にはNATO軍にも貸し出された航空基地グリフォンなど4基地が建つ。
コスタ・サッドとは、イタリア語とカタルーニャ語で「南の海岸」を意味する。
ロカ・ブラウ (Rocca Blau)
ストリアーテ島西部に位置。1970年代に初めてバベリウムが発見された土地で、現在もカヴァ・ゲミノス・ノードとカヴァ・ゲミノス・サッドを中心に4つの採鉱基地が建ち並ぶ。
ロカとはイタリア語で「岩石」、ブラウとはカタルーニャ語で「青い」を意味し、「青い岩石」でバベリウムを示唆する。
マエストラーレ (Maestrale)
ストリアーテ島北西部に位置する広大な地区。巨大な港湾基地ポルト・トリデンテ、巨大な航空基地バルチャー、軍事拠点グアルディア・マエストラーレI、海上採掘基地プラテフォーマ・マエストラーレIの4基地がある。
マエストラーレとは、イタリア語で「北西風」を意味する。
プロスペレ (Prospere)
ストリアーテ島中南部の内陸に位置。メディチ最大規模の鉱山地帯で、カヴァ・グランデを中心とした6つの基地が建ち並ぶ。他の鉱山地帯と同様、採掘作業により一帯ははげ山と化している。
プロスペレとは、ラテン語で「成功」を意味する。
バル・デ・マー (Val de Mar)
ストリアーテ島中部に位置。海岸部には近海の密輸業者を取り締まる港湾基地ポルト・コクリーが建ち、内陸部には3つの湖や5つの軍事拠点に加え、多数の廃墟が点在している。
バル・デ・マーとは「海の谷」を意味する。
モンタナ (Montana)
ストリアーテ島中北部の内陸に位置する山岳地区。採鉱基地カヴァ・モンタナなど3ヶ所が稼働する鉱山地帯であり、メディチで3番目に高かった山グランパトレが10年足らずで跡形もなく消え去るほどの容赦ない採掘作業が行われている。
北部にはメディチ最高峰を含む雪深い山々が残されている。モンタナとは、スペイン語で「山」を意味する。
グランデ・パストラ (Grande Pastura)
ストリアーテ島北部の山林と原野に覆われた広大な地区。深刻な公害をもたらす発電基地アルテ・ポテンティアがある他は小規模な軍事拠点4ヶ所が点在している程度。
グランデ・パストラとは、スペイン語で「大きな牧草地」を意味する。
リトレ・トート (Litore Torto)
ストリアーテ島北東部の未開地の広がる広大な地区。小規模な軍事拠点や海上採掘基地が5ヶ所点在しているのみで、大きな基地はない。
リトレ・トートとは、ラテン語で「平坦な海岸」を意味する。
ウンブラ (Umbra)
コスタ・サッドとリトレ・トートの間の雪山の一角から成る小さな地区。ストリアーテ島北部を追われた難民の避難所から発展した反乱軍の秘密基地レフージオ・ウンブラがある。
ウンブラとは、ラテン語で「影」を意味する。レフージオとは、スペイン語で「避難所」を意味する。
ファルコ (Falco)
バル・デ・マー、モンタナ、グランデ・パストラの間にある雪山の頂きに位置し、ファルコ・マキシム：中央司令部のみで構成される。
バベリウム爆弾に守られており、事前の破壊工作によりそれを無力化しない限り攻略は困難。
ファルコとは「隼」を意味する。

### 火山島 (Volcano island in Medici)
メディチのリージョン域外北西端、マエストラーレの沖に浮かぶ巨大な火山のある無人島。ディラベロ将軍との最後の決戦の舞台となる。本作のタイトル画面でリコがくつろいでいる砂浜の所在地でもある。
「火山島」とは仮称であり、作中における正式名称は不明。マップ北西部に位置する巨大な無人島は前作にも登場している。（ジャストコーズ2の「ハンツ島」を参照）

### ブーム島 (Boom Island)
メディチのリージョン域外南西端に浮かぶ蹄鉄のような形状の小さな孤島。本作のソフトインストール中にリコが行動できる唯一のエリア。

## 制作
ジャストコーズ3の制作は2012年に開始された。本作はまずアバランチスタジオの米国ニューヨークのスタジオ（75名体制）で制作されはじめた。当時スウェーデンのメインスタジオ（本社）のほうはMad Maxの制作を行っていたからである。本作では操作性が改良された。Criterion Games（バーンナウト・シリーズなどの開発元）出身のメンバー数名がアバランチスタジオに加わり、本作の乗り物（ビークル）の操作性関連の仕事を行った。本作中で複数の登場者が競合する部分は「ニード・フォー・スピード」や「Forza Horizon 2」などから、「チャレンジ」の破壊はen:Red Factionから、それぞれインスピレーションを得た。インスピレーションはジャストコーズ2のmodのコミュニティから得られた。その結果、本作中のアップグレードが「mod」と呼ばれることになった。
本作のゲーム世界をデザインするにあたりアバランチスタジオは、まず地中海地域の写真集を多数集め、さらにチームを実際に地中海のいくつかの島に派遣して、この地域の実際というものを把握させた。本作の世界環境はモナコや地中海南部から着想を得ている。これらの地域はゲームではまだ「未踏」、つまり他のゲーム開発会社たちはこの地域をゲームの世界環境にとりこんでいないということを考慮に入れ、この地域を選んだ。独裁制に支配されてしまった世界、その抑圧された雰囲気を出すために、本作の開発者らは主に灰色・黄色・赤色という配色を生み出した。
ゲーム世界の大きさは「ジャストコーズ2」と似ているが、本作の世界は前作の世界よりも「密度が高い」（濃い）ものとなるようにすることを決めていた。
本作では環境物の破壊の部分が拡張・充実化されている。なぜなら映画的な体験をもたらしたりプレーヤに一層の行動の自由を与えるために破壊が重要な鍵になっている、とアバランチは考えたからである。またアバランチの技術をもってすれば、より多くの、そしてより大規模な破壊のしくみを加えることができるはずだ、とアバランチは考えたのである。
ローカライゼーション（日本語化）
- ローカライズプロデューサー : 赤石沢賢
- ローカライズディレクター : 山本大輔

## 販売
世界
発売から1週間の販売数は863,902（ユニット）。
その内訳、各プラットフォームの販売数は次のとおり。
- PlayStation 4用 578,758（67%）[10]
- Xbox One用 252,838（29%）[10]
- Windows PC用 32,306（4%）[10]

日本国内
PS4：5万1,553本（2016年2月）
なお日本のPlayStation 4版の発売に際して「空飛ぶエクストリーム・ギャル」と題されたCMが流された。